# Franz Ludwig von Hatzfeldt

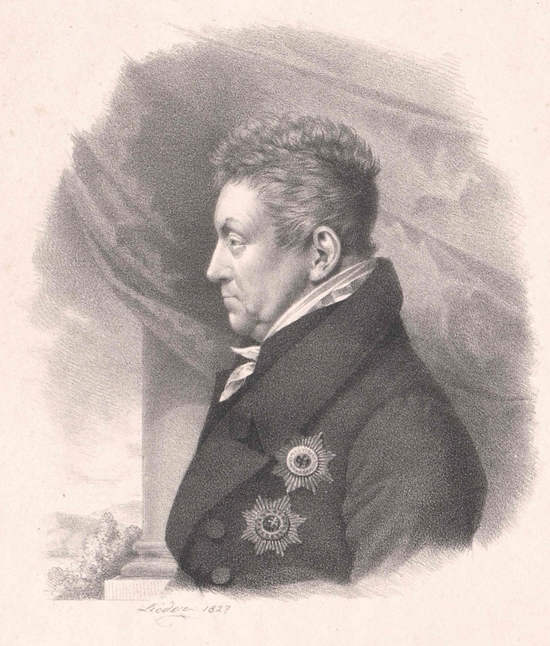
Franz Ludwig von Hatzfeldt

Graf Franz Ludwig von Hatzfeld (auch: von Hatzfeldt, von Hatzfeld-Schönstein), ab 1803 Fürst von Hatzfeldt zu Trachenberg (* 23. November 1756 in Bonn; † 3. Februar 1827 in Wien), war zuerst ein kurmainzischer und später preußischer Generalleutnant und Gesandter.

## Herkunft
Seine Eltern waren Graf Karl Ferdinand von Hatzfeld (* 12. Oktober 1712; † 25. August 1766), kurkölnischer Geheimer Rat und Oberhofmarschall sowie Herr zu Wildenburg, Schönstein und Werther, und dessen Ehefrau Freiin Maria Anna Elisabeth von Venningen (* 21. Juli 1719; † 31. März 1794), Tochter des Freiherren Karl Ferdinand von Venningen und der Gräfin Elisabeth Claudia Reich von Reichenstein. Hatzfeld schlug bereits im Alter von 13 Jahren die Militärlaufbahn ein. Dank der Beziehungen seiner Familie erhielt er 1769 ein Offizierspatent im Regiment „von Kleist“. Drei Jahre später wurde er kurkölnischer Kämmerer. Im Jahr 1779 verließ er als Obristwachtmeister die kurkölnischen Dienste.

## Kurmainzischer Offizier
Zu dieser Zeit hatte seine Halbschwester Sophie von Coudenhove die Gunst ihres Großonkels, des Mainzer Kurfürsten Friedrich Karl Joseph von Erthal gewinnen können, der von ihr geförderte Personen in höchste Ämter aufsteigen ließ. Dementsprechend rasch stieg Hatzfeld in kurfürstlichen Diensten auf. Im Jahr 1782 war er bereits Oberst und Kommandeur des „Regiment von Fechenbach“, noch vor seinem 30. Geburtstag stieg er zum Generalmajor, kurfürstlichen Kammerherrn und Geheimrat auf und wurde Inhaber des vormaligen „Regiment von Fechenbach“ übertragen, das von da an seinen Namen trug. Als Kommandeur fiel Hatzfeld durch eine starke Grausamkeit gegenüber seinen Soldaten auf und führte mit dem amtierenden Gouverneur der Festung Mainz, General Clemens August von Gymnich mehrere interne Machtkämpfe, wobei Duelle oft nur knapp verhindert werden konnten. Hatzfeld hatte sich zum Ziel gesetzt, das Oberkommando über die Kurmainzer Armee zu übernehmen und der Einfluss mächtiger Verbündeter wie seiner Halbschwester Sophie oder des preußischen Gesandten Johann Friedrich von und zum Stein brachte ihn diesem Ziel immer näher.
Im Frühjahr 1790 übernahm Hatzfeld das Kommando über eine 1500 Mann starke Brigade, die im Rahmen der Reichsexekution gegen Lüttich eingesetzt werden sollte (siehe Lütticher Revolution). Durch Truppen aus Kurköln und Kurpfalz auf 3000 Mann verstärkt, unternahm der tatendurstige General, der zuvor noch nie ein Gefecht bestritten hatte, entgegen der Absprache mit seinen Verbündeten einen Angriff auf die rebellische Stadt Hasselt. Am 27. Mai 1790 erschienen seine Truppen vor der befestigten Stadt, aber eine chaotische Angriffsplanung und der unerwartete Widerstand der Verteidiger trieben Hatzfelds Truppen zum Rückzug. Diese Niederlage stürzten den jungen General in tiefe Verzweiflung und Niedergeschlagenheit. Von da an ging Hatzfeld allen weiteren Angriffsbefehlen seines Kurfürsten aus dem Weg oder beantwortete sie nur mit nichtssagenden Floskeln oder weiteren Nachschubforderungen. Über einen Monat lag das Exekutionskorps tatenlos an der Lütticher Grenze, wobei der Ton der Schreiben des Kurfürsten aus Mainz immer zorniger wurde. Als Hatzfeld Anfang Juli erneut einen Angriff auf Hasselt als „sehr gewagt“ ausschloss, schrieb ihm Friedrich Karl am 13. Juli:

„Das also ist der große Entschluss, zu dem sich die Generalität nach siebenwöchiger Beratung, seit dem Verlust von zwei Mann, die unglücklicherweise vor Hasselt gefallen sind, aufgerafft haben! Und dabei haben Sie mir dutzendmal geschrieben, das Fehlen eines für sechs Wochen ausreichenden Lebensmittelmagazins wäre der einzige Grund für ihren überstürzten Rückzug, und dabei haben sie mir ich weiss nicht wie oft versichert, dass wenn man sich nur eine Viertelstunde länger gehalten hätte, Hasselt mit Ihrer Artillerie, deren Wirkung auf die Befestigung und die Einwohner Sie so verheerend schilderten, und die sich seitdem bedeutend verstärkt hat, zur Uebergabe gezwungen worden wäre! Ich wäre Ihnen verbunden, wenn Sie diese Widersprüche auflösen wollten, denn ich begreife nicht mehr, was Sie alles tun wollten und was Sie jetzt zu handeln hindert.“

Als Hatzfeld daraufhin seinen Abschied anbot, lenkte der Mainzer Kurfürst noch einmal ein, verschaffte Hatzfeld weitere Verstärkungen und beförderte ihn rückwirkend für den 13. Juli zum Generalleutnant, forderte aber nun den sofortigen Angriff. Die Beförderung Hatzfelds war keineswegs eine Belohnung, viel mehr glaubte der Kurfürst, dass Hatzfelds niedrigerer Rang ein Grund dafür sein könne, dass es im alliierten Kriegsrat zu keinem weiteren Angriffsplan kam. Tatsächlich setzte sich am 3. August das inzwischen auf 7000 Mann angewachsene Korps unter dem Kommando des kurpfälzischen Generalleutnants Fürst Friedrich Wilhelm von Isenburg erneut gegen Hasselt in Bewegung. Aber auch auf diesem Vormarsch mehrten sich logistische und taktische Pannen, bereits am 4. August meldete sich Hatzfeld krank und überließ seinem Stellvertreter Oberst Johann Philipp von Faber die Führung. Der Widerstand der Rebellen hatte sich inzwischen verstärkt. Auch wenn die alliierten Truppen erste Erfolge verzeichnen konnten, blieb ihr Vormarsch bald vor Hasselt stecken. Nach einem Nachtangriff der Rebellen am 9. August, den pfälzische Truppen abschlagen konnten, forderten pfälzische Stabsoffiziere, aber auch ein plötzlich genesender Hatzfeld den Rückzug zur Grenze. In den folgenden Monaten standen die kurmainzischen Truppen erneut in Wartestellung an der Grenze. Ein lokaler, von Hatzfeld eigenmächtig angeordneter Vorstoß über die Maas forderte am 9. Dezember einen Toten, fünf Verwundete und 15 Gefangene auf kurmainzischer Seite, während die Rebellen keine Verluste hatten.
Letztendlich brachte erst der Einmarsch österreichischer Truppen im Januar 1791 die Wende und das Ende der Rebellion. Im Frühjahr 1791 kehrten die kurmainzischen Truppen als offizielle Sieger der Reichsexekution nach Mainz zurück. Dort musste Hatzfeld feststellen, dass der neue kurfürstliche Hofkanzler Franz Joseph von Albini Macht und Einfluss der Familien Coudenhove und Hatzfeld inzwischen gebrochen hatte. Hatzfelds Ruf als Truppenführer hatte großen Schaden genommen und die Kosten für die Reichsexekution waren inzwischen so hoch, dass es unwahrscheinlich war, dass Lüttich sie jemals zurückerstatten konnte. Bei Ausbruch des Krieges mit Frankreich führte ein innenpolitischer Streit um das Kommando der Feldtruppen im Kampf gegen Frankreich beinahe zur Entlassung Hatzfelds und der Ausweisung des Freiherrn vom Stein. Enttäuscht reiste Hatzfeld daraufhin nach Luxemburg in der Hoffnung dort das Kommando über ein Regiment der Armee des Herzogs von Braunschweig übernehmen zu können. Dort erfuhr er von der Niederlage der Mainzer Truppen vor Speyer am 30. September 1792 und eilte zurück nach Mainz. Bei der Belagerung von Mainz durch General Custine übernahm er die Verteidigung des strategisch bedeutsamen Abschnittes der Karlsschanze. Die Festung Mainz selbst galt damals als stärkste Festung des Reiches, doch war die Besatzung nach ihrer Niederlage in Speyer derart unterbemannt, dass sie nur einen Bruchteil der notwendigen Infanteristen und Artilleristen hatte. Unter diesem Eindruck sah Hatzfeld keine andere Möglichkeit, als nach einem französischen Ultimatum für die Übergabe der Stadt zu plädieren. Hinterher sollte sich herausstellen, dass Custine weder die Mittel noch die geeigneten Truppen besessen hatte, um Mainz zu nehmen.
Nachdem die Alliierten Truppen die Stadt zurückerobert hatten und Gymnich über den Verlust der Stadt gestürzt worden war, erhoffte sich Hatzfeld den Posten als Gouverneur der Stadt – allerdings maßen ihm weder Preußen noch Österreicher eine große Bedeutung bei der weiteren Verteidigung der Stadt bei. Auch wenn er offiziell als Vizegouverneur eingesetzt wurde, schlossen sowohl der kaiserliche Gouverneur von Neu, als auch der kaiserliche Armeekommandeur Clerfait eine Führungsverantwortung Hatzfelds kategorisch aus. Mit zunehmender Bedrohung der Festung nahm sich Hatzfeld immer mehr aus den Verantwortlichkeiten heraus. Als die Festung Anfang September 1795 erneut in höchster Bedrängnis war, verließ er ohne seine Vorgesetzten zu informieren die Stadt und reiste nach Frankfurt. Von dort nahm er Verbindung zu den Preußen auf.

## In preußischen Diensten
Im Dezember 1795 wurde Hatzfeld ehrenhalber der Rang eines preußischen Generalmajors verliehen, 1802 erfolgte dann die Beförderung zum Generalleutnant. Wiederholt forderte Hatzfeld ein eigenes Truppenkommando, doch dies wurde ihm stets verweigert. 1799 heiratete er Frederike Karoline Sophie, geb. Gräfin von der Schulenburg-Kehnert, die 23 Jahre jüngere Tochter des Berliner Gouverneurs und Staatsminister Graf Friedrich Wilhelm von der Schulenburg-Kehnert. Am 10. August 1803 wurde er zum preußischen Fürsten erhoben. Als 1806 Berlin von den preußischen Truppen geräumt wurde, übertrug ihm sein Schwiegervater die Leitung der öffentlichen Angelegenheiten. Wegen eines am 24. Oktober, wenige Stunden vor Ankunft der Franzosen, an den König abgesandten, aber aufgefangenen Berichts über die französische Armee wurde Hatzfeld am 28. Oktober verhaftet. Seine Gemahlin warf sich Napoleon zu Füßen. Als ihr dieser den Brief ihres Gemahls als den einzigen Beweis für dessen Schuld entgegenhielt, ergriff sie ihn entschlossen und vernichtete ihn an einem nebenstehenden Licht. Hatzfeld wurde hierauf freigelassen.
Am 7. März 1812 schlug ihn König Friedrich Wilhelm III. zum Ritter des Schwarzen Adlerordens. Ab August 1816 wirkte Hatzfeld als preußischer Gesandter am niederländischen Hof in Haag. Anlässlich der Krönung Georg IV. nahm er im Juni/Juli 1821 als Gesandter an den Feierlichkeiten in London teil. Nachdem man Hatzfeld aus den Niederlanden abberufen hatte, erhielt er am 5. Mai 1822 den Posten als preußischer Gesandter am kaiserlichen Hof in Wien, wo er am 3. Februar 1827 starb.
Die fürstliche Würde ging auf seinen älteren Sohn, den Fürsten (Friedrich) Hermann Anton von Hatzfeldt (1808–1874) über.

## Trivia
Seine Flucht aus Mainz löste bei der Kurmainzer Regierung so wenig Interesse aus, dass der in seiner Eitelkeit verletzte Hatzfeld sich darüber in mehreren Schreiben bei seinem Nachfolger in Mainz und dem kurfürstlichen Hofkanzler beschwerte.

## Familie
Er heiratete am 1. Dezember 1799 in Berlin die Gräfin Friederike von der Schulenburg-Kehnert (* 6. Mai 1779; † 23. November 1832), eine Tochter des Generals und Ministers Friedrich Wilhelm von der Schulenburg-Kehnert (1742–1815). Das Paar hatte folgende Kinder:
- Ludowica Friederike Wilhelmine Josepha (* 1. November 1800; † 22. Januar 1835) ⚭ Freiherr Ludwig Roth von Schreckenstein (1789–1858), General, Kriegsminister
- Wilhelmine Helene Sophie (* 29. Oktober 1801; † 1. April 1838) ⚭ Freiherr Maximilian von Loë (1801–1850)
- Wilhelmine Johanna Christine Franziska (* 29. Oktober 1802)
- Sophie Wilhelmine Charlotte Marianne (* 17. Dezember 1803; † 1804)
- Sophie Josephine Ernestine Friederike Wilhelmine (1805–1881) ⚭ 10. August 1822 Graf Edmund von Hatzfeldt (1798–1874)
- Luise Auguste Elisabeth Friederike (* 6. März 1807; † 14. Januar 1858) ⚭ Graf August Ludwig von Nostitz (1777–1866)
- Hermann Anton (* 2. Oktober 1808; † 20. Juli 1874), Generallandschaftsdirektor, preußisches Herrenhaus

⚭ Mathilde Gräfin von Reichenbach-Goschütz (* 15. Februar 1799; † 10. April 1858)
⚭ Marie von Nimptsch (* 13. April 1820; † 25. Januar 1897) (Eltern von Hermann von Hatzfeldt)
- Maria Josepha Hermann Pauline Maximiliane Ludovica (* 16. Oktober 1809; † 24. Februar 1889) ⚭ Freiherr Engelbert von Landsberg-Velen und Steinfurt (1796–1878)
- Maximilian (* 7. Juni 1813; † 19. Januar 1859), preußischer Gesandter in Paris ⚭ 1844 Pauline de Castellane (* 6. Juli 1823; † 9. März 1895)